# Valmara 69
Die Valmara 69 ist eine Springmine aus italienischer Produktion, die von Valsella hergestellt wurde.

## Funktionsweise
Bei der Valmara 69 handelt sich um eine Weiterentwicklung des älteren Modells Valmara 59 vom gleichen Hersteller, wobei der Hauptunterschied darin liegt, dass das Gehäuse aus Kunststoff gefertigt wurde statt aus Blech.
Der Minenkörper ist zylindrisch mit einem Durchmesser von 130 mm und einer Höhe von 205 mm (mit Zünder). Die Gesamtmasse beträgt 3,3 kg.
Die Mine besteht aus einem Minentopf aus Kunststoff, der die Hauptladung aus 420 g Composition B mit ca. 1200 vorgeformten Splittern enthält. Die Auslösung erfolgt durch Verkippen der halbkugelförmigen, mit fünf Auslösefühlern versehenen „Krone“ auf der Oberseite nach Entfernen des Sicherungssplintes. Diese Technik macht die Mine auch resistent gegen sprengstoffbasierte Räummethoden, wie sie im militärischen Bereich genutzt werden (z. B. Bangalores).
Wird der Zünder in Auslöserichtung belastet, zieht eine mit Aussparungen versehene Hülse den Schlagbolzen nach oben, mit dem sie durch drei Sperrkugeln verbunden ist. Nach einem bestimmten Weg erreicht die Hülse eine trichterförmige Erweiterung, in der die Sperrkugeln freigegeben werden und der Schlagbolzen sich löst. Dies führt auch dazu, dass sich die Auslösekappe komplett vom Minenkörper trennt und die nachfolgende Aufwärtsbewegung nicht behindert wird.
Die zum Auslösen der Mine benötigte Kraft beträgt 10 kg beim Darauftreten oder 6 kg bei der Auslösung über einen Stolperdraht.
Der Schlagbolzen zündet über ein Zündhütchen und eine Zündschnur eine aus Schwarzpulver bestehende Treibladung, die die Hauptladung in die Luft schleudert. Diese ist durch einen ca. 50 cm langen Draht mit dem im Boden verbleibenden Minentopf verbunden, der beim Straffen die Hauptladung zündet. So explodiert die Mine in einer Höhe von ca. einem halben bis einem Meter über dem Boden. Die entstehenden Splitter wirken in einem Radius von ca. 25 m um den Detonationspunkt mit hoher Wahrscheinlichkeit tödlich. Verletzungen sind bis zu einer Entfernung von etwa 200 m um den Explosionspunkt möglich.
Für den Fall, dass die Aufwärtsbewegung der Hauptladung be- oder verhindert wird, verfügt die Mine über einen pyrotechnischen Sekundärzünder, der sie in jedem Fall zur Explosion bringt.
Auf der Unterseite verfügt die Mine über eine Aufnahmemöglichkeit für einen zweiten Zünder, der die Mine zur Explosion bringen kann, wenn sie angehoben wird (Aufnahmeschutz).

## Einsatz
Die Valmara 69 kam unter anderem im Ersten Golfkrieg zum Einsatz. Sie zählte hier zu den am häufigsten verwendeten Minentypen. Um ein Exportverbot in den Irak zu umgehen, gründete Valsella eine Tochterfirma in Singapur, an die die Minen zunächst geliefert wurden und die diese dann in den Irak weiterleitete. Wegen des illegalen Exports von insgesamt 9 Millionen Landminen verschiedener Typen in den Irak zwischen 1982 und 1985 wurden im Februar 1991 sieben Mitarbeiter von Valsella zu Haftstrafen zwischen 18 und 22 Monaten verurteilt.
Zusätzlich zu den in Italien hergestellten Valmara 69 produzierte auch der Irak selbst spätestens 1989 baugleiche Minen. Auch die teilstaatliche Gesellschaft Chartered Industries aus Singapur bot unter der Bezeichnung VS-69 entsprechende Nachbauten an. Ob diese Hersteller für den Nachbau jeweils eine Lizenz von Valsella hatten, ist unklar. Unter der Bezeichnung No. 69 Mk.1 produzierte auch Südafrika eine weitgehend baugleiche Mine.

## Suche und Räumung
Da die Mine trotz ihres Kunststoffgehäuses eine erhebliche Metallmenge enthält (v. a. die Splitterladung), kann sie mit Metalldetektoren vergleichsweise leicht aufgespürt werden. Hierbei muss jedoch beachtet werden, dass die Suchbewegung des Detektorkopfes den Zünder der Mine auslösen kann und entlang eventuell gespannter Stolperdrähte weitere Antipersonenminen (z. T. mit weitaus geringerem Metallanteil wie etwa VS-50) verlegt sein können, um die Räumung zu erschweren.
Da die Mine auch selbst durch vorgefertigte oder improvisierte Aufhebesicherungen gegen Manipulation geschützt sein kann, werden entdeckte Minen in der Regel durch berührungsfrei angelegte Schlagladungen gesprengt oder durch Überfahren mit einer Minenfräse zertrümmert bzw. zur Detonation gebracht.